# Велика Британія на зимових Олімпійських іграх 1956
Велика Британія брала участь у Зимових Олімпійських іграх 1956 року у Кортіна-д'Ампеццо (Італія). Збірну країни представляли 41 спортсмен (31 чоловік та 10 жінок). Прапороносцем на церемонії відкриття Олімпіади став бобслеїст Стюарт Паркінсон. Країна усьоме взяла участь у зимовій Олімпіаді. Британські спортсмени не здобули жодних медалей.

## Спортсмени
Кількість спортсменів, що взяли участь в Іграх, за видами спорту.
| Вид спорту          | Чоловіки | Жінки | Загалом |
| ------------------- | -------- | ----- | ------- |
| Бобслей             | 8        | 0     | 8       |
| Гірськолижний спорт | 9        | 5     | 14      |
| Ковзанярський спорт | 3        | 0     | 3       |
| Лижні перегони      | 8        | 0     | 8       |
| Фігурне катання     | 3        | 5     | 8       |
| Загалом             | 31       | 10    | 41      |

## Бобслей
Велику Британію на цих Іграх представляли 8 бобслеїстів, що змагалися у двох дисциплінах: по дві команди у парних болідах та у четвірках. У змаганнях двійок британці посіли 10 та 11 місця (серед 25-ти команд). У змаганнях четвірок — 12 і 17 місця (серед 21 команди).
| След  | Спортсмени                                             | Дисципліна          | Заїзд 1 | Заїзд 1 | Заїзд 2 | Заїзд 2 | Заїзд 3 | Заїзд 3 | Заїзд 4 | Заїзд 4 | Всього  | Всього |
| След  | Спортсмени                                             | Дисципліна          | Час     | Місце   | Час     | Місце   | Час     | Місце   | Час     | Місце   | Час     | Місце  |
| ----- | ------------------------------------------------------ | ------------------- | ------- | ------- | ------- | ------- | ------- | ------- | ------- | ------- | ------- | ------ |
| GBR-1 | Кіт Шелленберг Джон Рейнфорт                           | двійки (чоловіки)   | 1:24.52 | 3       | 1:26.57 | 16      | 1:25.88 | 11      | 1:26.39 | 15      | 5:43.36 | 11     |
| GBR-2 | Стюарт Паркінсон Крістофер Вільямс                     | двійки (чоловіки)   | 1:25.63 | 10      | 1:24.53 | 9       | 1:26.73 | 16      | 1:25.94 | 11      | 5:42.83 | 10     |
| GBR-1 | Кіт Шелленберг Ролло Брандт Ральф Раффлз Джон Рейнфорт | четвірки (чоловіки) | 1:21.39 | 19      | 1:18.73 | 6       | 1:20.42 | 10      | 1:21.58 | 16      | 5:22.12 | 12     |
| GBR-2 | Стюарт Паркінсон Джон Рід Крістофер Вільямс Родні Манн | четвірки (чоловіки) | 1:20.72 | 15      | 1:19.92 | 11      | 1:22.51 | 19      | 1:20.58 | 12      | 5:23.73 | 17     |

## Гірськолижний спорт
У гірськолижних змаганнях брали участь 14 британських спортсменів (9 чоловіків та 5 жінок) у 6 дисциплінах. Загалом британські гірськолижники не показали хороших результатів. Найкращий показник в Адді Прайор, яка зайняла 21 місце у гігантському слаломі.
| Спортсмен             | Дисципліна                    | Спуск 1         | Спуск 1 | Спуск 2       | Спуск 2 | Всього          | Всього |
| Спортсмен             | Дисципліна                    | Час             | Місце   | Час           | Місце   | Час             | Місце  |
| --------------------- | ----------------------------- | --------------- | ------- | ------------- | ------- | --------------- | ------ |
| Дуглас Макінтош       | швидкісний спуск (чоловіки)   |                 |         |               |         | дискваліфікація | –      |
| Робін Брок-Голлінсгед | швидкісний спуск (чоловіки)   |                 |         |               |         | дискваліфікація | –      |
| Найджел Гарднер       | швидкісний спуск (чоловіки)   |                 |         |               |         | 4:00.7          | 34     |
| Чарлах Макінтош       | швидкісний спуск (чоловіки)   |                 |         |               |         | 3:41.4          | 30     |
| Робін Гупер           | гігантський слалом (чоловіки) |                 |         |               |         | 4:02.2          | 66     |
| Ноель Гаррісон        | гігантський слалом (чоловіки) |                 |         |               |         | 4:00.1          | 64     |
| Найджел Гарднер       | гігантський слалом (чоловіки) |                 |         |               |         | 3:51.8          | 58     |
| Сенді Вайтлоу         | гігантський слалом (чоловіки) |                 |         |               |         | 3:49.4          | 56     |
| Пітер Торренс         | слалом (чоловіки)             | дискваліфікація | –       | –             | –       | дискваліфікація | –      |
| Сенді Вайтлоу         | слалом (чоловіки)             | дискваліфікація | –       | –             | –       | дискваліфікація | –      |
| Ноель Гаррісон        | слалом (чоловіки)             | 2:14.7 (+0:05)  | 50      | 2:36.0        | 45      | 4:50.7          | 47     |
| Пітер Сейлерн         | слалом (чоловіки)             | 2:08.0          | 48      | 2:46.7        | 53      | 4:54.7          | 48     |
| Жанна Сендфорд        | швидкісний спуск (жінки)      |                 |         |               |         | 2:15.1          | 43     |
| Ренате Голмс          | швидкісний спуск (жінки)      |                 |         |               |         | 2:05.0          | 41     |
| Зандра Новелл         | швидкісний спуск (жінки)      |                 |         |               |         | 1:59.0          | 35     |
| Жанна Сендфорд        | гігантський слалом (жінки)    |                 |         |               |         | дискваліфікація | –      |
| Джоселін Вордроп-Мур  | гігантський слалом (жінки)    |                 |         |               |         | 2:39.8          | 42     |
| Ренате Голмс          | гігантський слалом (жінки)    |                 |         |               |         | 2:19.0          | 38     |
| Адді Прайор           | гігантський слалом (жінки)    |                 |         |               |         | 2:03.1          | 21     |
| Джоселін Вордроп-Мур  | слалом (жінки)                | 1:54.4          | 39      | 1:26.0        | 32      | 3:20.4          | 35     |
| Адді Прайор           | слалом (жінки)                | 1:35.2          | 37      | не стартувала | –       | не стартувала   | –      |
| Ренате Голмс          | слалом (жінки)                | 1:15.0          | 31      | 1:40.9        | 35      | 2:55.9          | 34     |
| Зандра Новелл         | слалом (жінки)                | 57.5            | 5       | 1:28.3        | 33      | 2:25.8          | 25     |

## Ковзанярський спорт
На Іграх країну представляли 3 ковзаняри у 4 дисциплінах. Хороші результати показав Джонні Кронші, який фінішував 11-м на дистанції 10000 метрів та 15-м на дистанції 5000 м.
| Дисципліна         | Спортсмен     | Час     | Місце |
| ------------------ | ------------- | ------- | ----- |
| 500 м (чоловіки)   | Джон Гірн     | 45.9    | 45    |
| 500 м (чоловіки)   | Алекс Коннелл | 45.2    | 44    |
| 500 м (чоловіки)   | Джонні Кронші | 42.9    | 21    |
| 1500 м (чоловіки)  | Алекс Коннелл | 2:23.0  | 50    |
| 1500 м (чоловіки)  | Джон Гірн     | 2:17.5  | 33    |
| 1500 м (чоловіки)  | Джонні Кронші | 2:15.0  | 19    |
| 5000 м (чоловіки)  | Алекс Коннелл | 8:42.5  | 42    |
| 5000 м (чоловіки)  | Джон Гірн     | 8:21.4  | 26    |
| 5000 м (чоловіки)  | Джонні Кронші | 8:10.1  | 15    |
| 10000 м (чоловіки) | Джон Гірн     | 17:27.6 | 20    |
| 10000 м (чоловіки) | Джонні Кронші | 17:05.6 | 11    |

## Лижні перегони
У лижних перегонах Олімпіади-56 змагалися 8 британців у чотирьох дисциплінах. Британські лижники не показали хороших результатів. В індивідуальних перегонах британці завжди були в останній десятці, а в естафеті зайняли останню 14 сходинку.
| Дисципліна                    | Спортсмен                                           | Час     | Місце |
| ----------------------------- | --------------------------------------------------- | ------- | ----- |
| 15 км (чоловіки)              | Обрі Філдер                                         | 59:59   | 60    |
| 15 км (чоловіки)              | Джон Мур                                            | 59:31   | 58    |
| 15 км (чоловіки)              | Ендрю Морган                                        | 59:27   | 57    |
| 15 км (чоловіки)              | Моріс Говер                                         | 58:58   | 56    |
| 30 км (чоловіки)              | Томас Керні                                         | 2'13:41 | 51    |
| 30 км (чоловіки)              | Джеймс Спенсер                                      | 2'10:32 | 49    |
| 30 км (чоловіки)              | Джон Мур                                            | 2'08:58 | 47    |
| 30 км (чоловіки)              | Ендрю Морган                                        | 2'03:55 | 45    |
| 50 км (чоловіки)              | Річард Ейлмер                                       | 4'11:40 | 30    |
| 50 км (чоловіки)              | Тобі Грем                                           | 3'48:17 | 29    |
| 50 км (чоловіки)              | Томас Керні                                         | 3'44:54 | 28    |
| естафета 4 × 10 км (чоловіки) | Ендрю Морган Джеймс Спенсер Обрі Філдер Моріс Говер | 2'38:44 | 14    |

## Фігурне катання
На змаганнях з фігурного катання Велику Британію представляли 8 спортсменів. За крок до медалі зупинилася Івонн Сагден, яка зайняла 4 сходинку у жіночому змаганні. Дві інші учасниці посіли 11-е (Еріка Батчелор) та 14-е (Діана Кліфтон-Піч) місця серед 21 учасниць. У чоловічому змаганні Майкл Букер посів 6-те місце. У парному катанні дві британські пари зайняли останні 10 та 11 місце.
| Спортсмени               | Змагання                    | CF | FS | Бали   | Places | Місце |
| ------------------------ | --------------------------- | -- | -- | ------ | ------ | ----- |
| Майкл Букер              | одиночне катання (чоловіки) | 6  | 6  | 154.26 | 53.5   | 6     |
| Діана Кліфтон-Піч        | одиночне катання (жінки)    | 13 | 13 | 144.75 | 151    | 14    |
| Еріка Батчелор           | одиночне катання (жінки)    | 9  | 12 | 149.67 | 116    | 11    |
| Івонн Сагден             | одиночне катання (жінки)    | 4  | 9  | 156.62 | 53     | 4     |
| Каролін Крау Родні Ворд  | парне катання               |    |    | 9.86   | 93     | 11    |
| Джойс Коутс Ентоні Голлз | парне катання               |    |    | 10.00  | 88     | 10    |